# 조니 웨스턴
조니 웨스턴(Jonny Weston, 1988년 ~ )은 미국의 배우이다.

## 출연 작품
- 스카이라인 2 - 트렌트 역